# Grace Curzon
Grace, marquise Curzon de Kedleston, née Grace Elvina Hinds le 14 avril 1879 en Alabama et morte le 27 mai 1958 à Londres, est la fille de Joseph Monroe Hinds, plénipotentiaire des États-Unis au Brésil.

## Vie
Grace Hinds épouse en premières noces Alfred Hubert Duggan à Buenos Aires, avec qui elle a ensuite trois enfants dont deux fils : l'écrivain et historien, Alfred Duggan, et Hubert Duggan (en), membre du Parlement britannique. 
Après être devenue veuve et héritière de grandes estancias en Amérique du Sud, elle épouse, en 1917, à l'âge de 38 ans, Lord Curzon, ancien vice-roi des Indes, puis secrétaire d'État aux Affaires étrangères du Royaume-Uni. Elle aurait été la maîtresse épisodique de son gendre par alliance, Sir Oswald Mosley, époux de sa belle-fille Lady Cynthia Curzon. D'ailleurs, Mosley a aussi été l'amant de l'autre belle-fille de Grace Curzon, Lady Alexandra Metcalfe (née Curzon), la sœur de son épouse Lady Cynthia.
Avant son second veuvage en 1925, son portrait a été peint par le célèbre artiste américain John Singer Sargent ; cette toile (129,22 cm x 92,39 cm) est le dernier portrait peint à l'huile par Sargent, qui fut acheté en 1936 par le Currier Art Gallery à Manchester dans le New Hampshire. 
Elle publie ses mémoires en 1955, intitulés Reminiscences, parus chez Hutchinson à Londres.

## Décorations
De son vivant, la marquise Curzon s'est vu attribuer la décoration et le titre suivants :
- : marquise du Royaume-Uni
- : GBE.

## Œuvre
- (en) Grace Elvina Trillia Hinds Curzon (Marchioness Curzon) Reminiscences, Londres, Hutchinson, 1955 (OCLC 1490215).